# George Sachs (Mediziner)
George Sachs (* 26. August 1935 in Wien; † 12. November 2019 in Los Angeles) war ein Physiologe und Gastroenterologe an der University of California, Los Angeles.

## Leben
1938 verließ Sachs’ Familie Österreich und ließ sich in Edinburgh nieder. Sachs schloss 1960 sein Medizinstudium an der University of Edinburgh ab. Von 1961 bis 1962 übernahm er erste Lehrtätigkeiten am Albert Einstein College of Medicine in New York City. 1962/1963 war er Forschungsassistent an der Columbia University in New York City. Anschließend ging Sachs als Professor für Innere Medizin und Physiologie (1963 Assistant Professor, 1965 Associate Professor, 1970 ordentlicher Professor) an die University of Alabama at Birmingham. 1974 wurde er zusätzlich Direktor des Instituts für Membran-Biologie, 1979 zusätzlich Professor für Biophysik. 1980 erwarb er einen Ph.D. in Biochemie an der University of Edinburgh. 1982 wechselte Sachs als Professor für Innere Medizin und Physiologie und Direktor des Zentrums für Ulkus-Forschung an die University of California, Los Angeles. 1987 erwarb Sachs noch einen M.D. an der Universität Göteborg in Schweden.

## Wirken
Sachs’ Arbeiten sind ein Beispiel für eine Forschung „vom Labor ans Krankenbett“. Sachs entdeckte die Protonen-Kalium-Pumpe in der Magenschleimhaut und war wesentlich an der Entwicklung der Protonenpumpenhemmer beteiligt, die die Behandlung von säurevermittelten Erkrankungen wie Refluxösophagitis, Magen- und Zwölffingerdarmgeschwüren revolutioniert und die operative Therapie des Magengeschwürs faktisch abgeschafft haben. Sachs befasste sich weiterhin mit translationaler Forschung und beschäftigte sich mit der Pathophysiologie von Erkrankungen des Magens und der Verbesserung ihrer Behandlungsmethoden.

## Auszeichnungen
- 1982 Hoffman LaRoche Award
- 1985 Beaumont Prize in Gastroenterology der American Gastroenterological Association
- 2004 Gairdner Foundation International Award[2]